# Wahlkreis Avellino (Camera dei deputati)
Der Wahlkreis Avellino war von 1993 bis 2005 und ist seit 2017 wieder ein Wahlkreis (italienisch collegio elettorale) für die Wahl der Abgeordnetenkammer.

## Von 1993 bis 2005

### Wahlkreisgebiet
Der Wahlkreis umfasste 34 Gemeinden (Altavilla Irpina, Avellino, Candida, Capriglia Irpina, Castelvetere sul Calore, Chianche, Chiusano di San Domenico, Grottolella, Lapio, Manocalzati, Mercogliano, Montefalcione, Montefredane, Montefusco, Montemiletto, Ospedaletto d’Alpinolo, Parolise, Petruro Irpino, Pietradefusi, Prata di Principato Ultra, Pratola Serra, Salza Irpina, San Mango sul Calore, San Potito Ultra, Sant’Angelo a Scala, Santa Paolina, Santo Stefano del Sole, Sorbo Serpico, Summonte, Torre Le Nocelle, Torrioni, Tufo, Venticano und Volturara Irpina).

### Wahlergebnisse

#### Parlamentswahl 1994

##### Direktstimmen
| Kandidaten               | Kandidaten                | Parteien             | Stimmen | %    |
| ------------------------ | ------------------------- | -------------------- | ------- | ---- |
|                          | Gianfranco Rotondigewählt | Patto per l’Italia   | 27.344  | 33,8 |
|                          | Modestino Acone           | Progressisti         | 19.440  | 24,0 |
|                          | Francesco D’Ercole        | Alleanza Nazionale   | 19.213  | 23,7 |
|                          | Guido Vegliante           | FI – CCD – UdC – PLD | 9.083   | 11,2 |
|                          | Valerio Capone            | Riformisti Irpini    | 4.958   | 6,1  |
|                          | Antonio Vesce             | Unione Mediterranea  | 860     | 1,1  |
| Gesamt                   | Gesamt                    | Gesamt               | 80.898  | 100  |
|                          |                           |                      |         |      |
| Ungültige Stimmen        | Ungültige Stimmen         | Ungültige Stimmen    | 6.596   | 7,5  |
| Wähler                   | Wähler                    | Wähler               | 87.494  | 76,0 |
| Wahlberechtigte          | Wahlberechtigte           | Wahlberechtigte      | 115.101 |      |
|                          |                           |                      |         |      |
| Quelle: Innenministerium |                           |                      |         |      |

##### Listenstimmen
| Parteien                             | Parteien                        | Parteien                           | Stimmen | %    |
| ------------------------------------ | ------------------------------- | ---------------------------------- | ------- | ---- |
|                                      | Patto per l’Italia              | Partito Popolare Italiano          | 17.988  | 22,9 |
| Patto Segni                          | Patto per l’Italia              | 5.266                              | 6,7     |      |
| ↳ Gesamt                             | Patto per l’Italia              | 23.254                             | 29,6    |      |
|                                      | Progressisti                    | Partito Democratico della Sinistra | 12.189  | 15,5 |
| Federazione dei Verdi                | Progressisti                    | 3.633                              | 4,6     |      |
| Partito della Rifondazione Comunista | Progressisti                    | 3.589                              | 4,6     |      |
| Partito Socialista Italiano          | Progressisti                    | 2.868                              | 3,7     |      |
| Alleanza Democratica                 | Progressisti                    | 794                                | 1,0     |      |
| ↳ Gesamt                             | Progressisti                    | 23.073                             | 29,4    |      |
|                                      | Alleanza Nazionale              | Alleanza Nazionale                 | 15.626  | 19,9 |
|                                      | Forza Italia                    | Forza Italia                       | 10.564  | 13,5 |
|                                      | Lista Marco Pannella            | Lista Marco Pannella               | 2.615   | 3,3  |
|                                      | Riformisti Irpini               | Riformisti Irpini                  | 1.403   | 1,8  |
|                                      | Unità Popolare                  | Unità Popolare                     | 647     | 0,8  |
|                                      | Socialdemocrazia per le Libertà | Socialdemocrazia per le Libertà    | 555     | 0,7  |
|                                      | Alleanza Meridionale            | Alleanza Meridionale               | 496     | 0,6  |
|                                      | Unione Democratica Italiana     | Unione Democratica Italiana        | 201     | 0,3  |
| Gesamt                               | Gesamt                          | Gesamt                             | 78.434  | 100  |
|                                      |                                 |                                    |         |      |
| Ungültige Stimmen                    | Ungültige Stimmen               | Ungültige Stimmen                  | 9.060   | 10,4 |
| Wähler                               | Wähler                          | Wähler                             | 87.494  | 76,0 |
| Wahlberechtigte                      | Wahlberechtigte                 | Wahlberechtigte                    | 115.101 |      |
|                                      |                                 |                                    |         |      |
| Quelle: Innenministerium             |                                 |                                    |         |      |

#### Parlamentswahl 1996

##### Direktstimmen
| Kandidaten               | Kandidaten               | Parteien              | Stimmen | %    |
| ------------------------ | ------------------------ | --------------------- | ------- | ---- |
|                          | Antonio Maccanicogewählt | L’Ulivo               | 43.035  | 54,0 |
|                          | Gianfranco Rotondi       | Polo per le Libertà   | 32.516  | 40,8 |
|                          | Roberto Stompanato       | Fiamma Tricolore      | 3.535   | 4,4  |
|                          | Giuseppe Vietri          | Pedalando in Sintonia | 675     | 0,8  |
| Gesamt                   | Gesamt                   | Gesamt                | 79.761  | 100  |
|                          |                          |                       |         |      |
| Ungültige Stimmen        | Ungültige Stimmen        | Ungültige Stimmen     | 7.214   | 8,3  |
| Wähler                   | Wähler                   | Wähler                | 86.975  | 73,7 |
| Wahlberechtigte          | Wahlberechtigte          | Wahlberechtigte       | 118.021 |      |
|                          |                          |                       |         |      |
| Quelle: Innenministerium |                          |                       |         |      |

##### Listenstimmen
| Parteien                                          | Parteien                             | Parteien                             | Stimmen | %    |
| ------------------------------------------------- | ------------------------------------ | ------------------------------------ | ------- | ---- |
|                                                   | L’Ulivo                              | Partito Democratico della Sinistra   | 15.919  | 20,2 |
| Popolari per Prodi (PPI – SVP – PRI – UD – Prodi) | L’Ulivo                              | 14.793                               | 18,8    |      |
| Rinnovamento Italiano                             | L’Ulivo                              | 2.463                                | 3,1     |      |
| Federazione dei Verdi                             | L’Ulivo                              | 1.798                                | 2,3     |      |
| ↳ Gesamt                                          | L’Ulivo                              | 34.973                               | 44,5    |      |
|                                                   | Polo per le Libertà                  | Alleanza Nazionale                   | 13.565  | 17,2 |
| CCD – CDU                                         | Polo per le Libertà                  | 11.238                               | 14,3    |      |
| Forza Italia                                      | Polo per le Libertà                  | 10.069                               | 12,8    |      |
| ↳ Gesamt                                          | Polo per le Libertà                  | 34.872                               | 44,3    |      |
|                                                   | Partito della Rifondazione Comunista | Partito della Rifondazione Comunista | 4.969   | 6,3  |
|                                                   | Lista Pannella – Sgarbi              | Lista Pannella – Sgarbi              | 1.440   | 1,8  |
|                                                   | Fiamma Tricolore                     | Fiamma Tricolore                     | 1.405   | 1,8  |
|                                                   | Partito Socialista                   | Partito Socialista                   | 486     | 0,6  |
|                                                   | Patto per l’Agro                     | Patto per l’Agro                     | 351     | 0,4  |
|                                                   | Movimento Rinascita Italiana         | Movimento Rinascita Italiana         | 175     | 0,2  |
| Gesamt                                            | Gesamt                               | Gesamt                               | 78.671  | 100  |
|                                                   |                                      |                                      |         |      |
| Ungültige Stimmen                                 | Ungültige Stimmen                    | Ungültige Stimmen                    | 8.309   | 9,6  |
| Wähler                                            | Wähler                               | Wähler                               | 86.980  | 73,7 |
| Wahlberechtigte                                   | Wahlberechtigte                      | Wahlberechtigte                      | 118.021 |      |
|                                                   |                                      |                                      |         |      |
| Quelle: Innenministerium                          |                                      |                                      |         |      |

#### Parlamentswahl 2001

##### Direktstimmen
| Kandidaten               | Kandidaten               | Parteien           | Stimmen | %    |
| ------------------------ | ------------------------ | ------------------ | ------- | ---- |
|                          | Antonio Maccanicogewählt | L’Ulivo            | 36.935  | 45,9 |
|                          | Giuseppe Gargani         | Casa delle Libertà | 32.385  | 40,2 |
|                          | Aldo Gerardo Nargi       | Democrazia Europea | 5.986   | 7,4  |
|                          | Barbara Cucciniello      | Lista Di Pietro    | 3.216   | 4,0  |
|                          | Arcangelo Bellino        | Fiamma Tricolore   | 2.012   | 2,5  |
| Gesamt                   | Gesamt                   | Gesamt             | 80.534  | 100  |
|                          |                          |                    |         |      |
| Ungültige Stimmen        | Ungültige Stimmen        | Ungültige Stimmen  | 8.450   | 9,5  |
| Wähler                   | Wähler                   | Wähler             | 88.984  | 72,7 |
| Wahlberechtigte          | Wahlberechtigte          | Wahlberechtigte    | 122.361 |      |
|                          |                          |                    |         |      |
| Quelle: Innenministerium |                          |                    |         |      |

##### Listenstimmen
| Parteien                       | Parteien                             | Parteien                               | Stimmen | %    |
| ------------------------------ | ------------------------------------ | -------------------------------------- | ------- | ---- |
|                                | Casa delle Libertà                   | Forza Italia                           | 17.522  | 22,5 |
| Alleanza Nazionale             | Casa delle Libertà                   | 10.482                                 | 13,5    |      |
| CCD – CDU                      | Casa delle Libertà                   | 6.693                                  | 8,6     |      |
| Nuovo PSI                      | Casa delle Libertà                   | 599                                    | 0,8     |      |
| ↳ Gesamt                       | Casa delle Libertà                   | 35.296                                 | 45,3    |      |
|                                | L’Ulivo                              | La Margherita (Dem – PPI – RI – Udeur) | 14.772  | 19,0 |
| Democratici di Sinistra        | L’Ulivo                              | 8.902                                  | 11,4    |      |
| Il Girasole (FdV – SDI)        | L’Ulivo                              | 3.191                                  | 4,1     |      |
| Partito dei Comunisti Italiani | L’Ulivo                              | 1.073                                  | 1,4     |      |
| ↳ Gesamt                       | L’Ulivo                              | 27.938                                 | 35,9    |      |
|                                | Partito della Rifondazione Comunista | Partito della Rifondazione Comunista   | 4.190   | 5,4  |
|                                | Lista Di Pietro                      | Lista Di Pietro                        | 3.415   | 4,4  |
|                                | Democrazia Europea                   | Democrazia Europea                     | 3.387   | 4,3  |
|                                | Lista Emma Bonino                    | Lista Emma Bonino                      | 1.779   | 2,3  |
|                                | Fiamma Tricolore                     | Fiamma Tricolore                       | 1.115   | 1,4  |
|                                | Liberi e Forti                       | Liberi e Forti                         | 298     | 0,4  |
|                                | Movimento delle Libertà              | Movimento delle Libertà                | 200     | 0,3  |
|                                | Paese Nuovo                          | Paese Nuovo                            | 133     | 0,2  |
|                                | Socialisti Autonomisti               | Socialisti Autonomisti                 | 105     | 0,1  |
|                                | Abolizione Scorporo                  | Abolizione Scorporo                    | 55      | 0,1  |
| Gesamt                         | Gesamt                               | Gesamt                                 | 77.911  | 100  |
|                                |                                      |                                        |         |      |
| Ungültige Stimmen              | Ungültige Stimmen                    | Ungültige Stimmen                      | 11.079  | 12,4 |
| Wähler                         | Wähler                               | Wähler                                 | 88.990  | 72,7 |
| Wahlberechtigte                | Wahlberechtigte                      | Wahlberechtigte                        | 122.361 |      |
|                                |                                      |                                        |         |      |
| Quelle: Innenministerium       |                                      |                                        |         |      |

## Von 2017 bis 2020

### Wahlkreisgebiet
Der Wahlkreis umfasste Gemeinden: 

### Wahlergebnisse

#### Parlamentswahl 2018
| Kandidaten               | Kandidaten                | Stimmen | %    | Listen                               | Stimmen | %    |
| ------------------------ | ------------------------- | ------- | ---- | ------------------------------------ | ------- | ---- |
|                          | Michele Gubitosagewählt   | 62.611  | 44,1 | Movimento 5 Stelle                   | 62.611  | 44,1 |
|                          | Pietro Foglia             | 39.657  | 28,0 | Forza Italia                         | 23.737  | 16,7 |
| Lega                     | Pietro Foglia             | 39.657  | 28,0 | 7.656                                | 5,4     |      |
| Fratelli d’Italia        | Pietro Foglia             | 39.657  | 28,0 | 6.420                                | 4,5     |      |
| Noi con l’Italia – UDC   | Pietro Foglia             | 39.657  | 28,0 | 1.844                                | 1,3     |      |
|                          | Angelo Antonio D’Agostino | 29.759  | 21,0 | Partito Democratico                  | 21.959  | 15,5 |
| Italia Europa Insieme    | Angelo Antonio D’Agostino | 29.759  | 21,0 | 3.024                                | 2,1     |      |
| Civica Popolare          | Angelo Antonio D’Agostino | 29.759  | 21,0 | 2.555                                | 1,8     |      |
| +Europa                  | Angelo Antonio D’Agostino | 29.759  | 21,0 | 2.221                                | 1,6     |      |
|                          | Annamaria Pascale         | 4.651   | 3,3  | Liberi e Uguali                      | 4.651   | 3,3  |
|                          | Antonio Della Pia         | 2.083   | 1,5  | Potere al Popolo!                    | 2.083   | 1,5  |
|                          | Giuliano Bello            | 866     | 0,6  | CasaPound Italia                     | 866     | 0,6  |
|                          | Michele Antonio Giliberti | 730     | 0,5  | Italia agli Italiani (FT – FN)       | 730     | 0,5  |
|                          | Catia Lidia Carbonelli    | 543     | 0,4  | Partito Comunista                    | 543     | 0,4  |
|                          | Giancarlo Marcocci        | 360     | 0,3  | Il Popolo della Famiglia             | 360     | 0,3  |
|                          | Gennaro Blasi             | 303     | 0,2  | Partito Valore Umano                 | 303     | 0,2  |
|                          | Giammarco Coviello        | 150     | 0,1  | 10 Volte Meglio                      | 150     | 0,1  |
|                          | Giulia Godano             | 115     | 0,1  | Lista del Popolo per la Costituzione | 115     | 0,1  |
| Gesamt                   | Gesamt                    | 141.828 | 100  |                                      | 141.828 | 100  |
|                          |                           |         |      |                                      |         |      |
| Ungültige Stimmen        | Ungültige Stimmen         | 5.574   | 3,8  |                                      |         |      |
| Wähler                   | Wähler                    | 147.402 | 74,1 |                                      |         |      |
| Wahlberechtigte          | Wahlberechtigte           | 198.945 |      |                                      |         |      |
|                          |                           |         |      |                                      |         |      |
| Quelle: Innenministerium |                           |         |      |                                      |         |      |

## Seit 2020

### Wahlkreisgebiet
| Wahlkreise – Camera dei deputati – Kampanien | Wahlkreise – Camera dei deputati – Kampanien | Wahlkreise – Camera dei deputati – Kampanien |
| Provinz                                      | Provinz                                      | Gemeinden nach Provinzen ⮞ Wahlkreis |
| -------------------------------------------- | -------------------------------------------- | --- |
|                                              | Metropolitanstadt Neapel (92 Gemeinden)      | Teil Neapels ⮞ Wahlkreis Neapel – Fuorigrotta Teil Neapels ⮞ Wahlkreis Neapel – San Carlo all’Arena 13 ⮞ Wahlkreis Acerra 14 ⮞ Wahlkreis Casoria 16 ⮞ Wahlkreis Giugliano in Campania 28 ⮞ Wahlkreis Somma Vesuviana 20 ⮞ Wahlkreis Torre del Greco |
|                                              | Provinz Avellino (118 Gemeinden)             | alle ⮞ Wahlkreis Avellino |
|                                              | Provinz Benevento (78 Gemeinden)             | alle ⮞ Wahlkreis Benevento |
|                                              | Provinz Caserta (104 Gemeinden)              | 24 ⮞ Wahlkreis Caserta 52 ⮞ Wahlkreis Aversa 28 ⮞ Wahlkreis Benevento |
|                                              | Provinz Salerno (158 Gemeinden)              | 20 ⮞ Wahlkreis Salerno 112 ⮞ Wahlkreis Eboli 26 ⮞ Wahlkreis Scafati |

Der Wahlkreis umfasst alle 118 Gemeinden der Provinz Avellino.

### Wahlergebnisse

#### Parlamentswahl 2022
| Kandidaten                          | Kandidaten                | Stimmen | %    | Listen                                                  | Stimmen | %    |
| ----------------------------------- | ------------------------- | ------- | ---- | ------------------------------------------------------- | ------- | ---- |
|                                     | Gianfranco Rotondigewählt | 60.669  | 32,9 | Fratelli d’Italia                                       | 35.156  | 19,1 |
| Forza Italia                        | Gianfranco Rotondigewählt | 60.669  | 32,9 | 16.587                                                  | 9,0     |      |
| Lega per Salvini Premier            | Gianfranco Rotondigewählt | 60.669  | 32,9 | 8.223                                                   | 4,5     |      |
| Noi Moderati                        | Gianfranco Rotondigewählt | 60.669  | 32,9 | 703                                                     | 0,4     |      |
|                                     | Maurizio Petracca         | 55.302  | 30,0 | Partito Democratico – Italia Democratica e Progressista | 43.827  | 23,8 |
| Alleanza Verdi e Sinistra           | Maurizio Petracca         | 55.302  | 30,0 | 5.756                                                   | 3,1     |      |
| +Europa                             | Maurizio Petracca         | 55.302  | 30,0 | 3.766                                                   | 2,0     |      |
| Impegno Civico – Centro Democratico | Maurizio Petracca         | 55.302  | 30,0 | 1.953                                                   | 1,1     |      |
|                                     | Michele Gubitosa          | 47.679  | 25,9 | Movimento 5 Stelle                                      | 47.679  | 25,9 |
|                                     | Stefano Farina            | 9.606   | 5,2  | Azione – Italia Viva                                    | 9.606   | 5,2  |
|                                     | Guerino Gazzella          | 3.280   | 1,8  | Noi di Centro – Europeisti                              | 3.280   | 1,8  |
|                                     | Paolo Vittoria            | 2.885   | 1,6  | Unione Popolare                                         | 2.885   | 1,6  |
|                                     | Rosario Rocco Del Priore  | 2.217   | 1,2  | Italexit per l’Italia                                   | 2.217   | 1,2  |
|                                     | Raffaella De Filippo      | 1.360   | 0,7  | Italia Sovrana e Popolare                               | 1.360   | 0,7  |
|                                     | Lucio Janniello           | 660     | 0,4  | Partito Animalista – UCDL – 10 Volte Meglio             | 660     | 0,4  |
|                                     | Stella Maccario           | 633     | 0,3  | Vita                                                    | 633     | 0,3  |
| Gesamt                              | Gesamt                    | 184.291 | 100  |                                                         | 184.291 | 100  |
|                                     |                           |         |      |                                                         |         |      |
| Ungültige Stimmen                   | Ungültige Stimmen         | 10.457  | 5,4  |                                                         |         |      |
| Wähler                              | Wähler                    | 194.748 | 58,3 |                                                         |         |      |
| Wahlberechtigte                     | Wahlberechtigte           | 334.265 |      |                                                         |         |      |
|                                     |                           |         |      |                                                         |         |      |
| Quelle: Innenministerium            |                           |         |      |                                                         |         |      |